# Grace Renat
Graciela Prior Marín, conocida artísticamente como Grace Renat es una  vedette, bailarina y actriz mexicana.

## Biografía
Nació en el Puerto de Veracruz, México. A los 14 años de edad huyó de casa con su primer novio. Fueron precisamente las hermanas de este, las que la convencieron de entrar en el mundo del espectáculo suplantando a una corista de un conjunto donde ellas bailaban. Con este grupo, Grace emprendió una gira por todo México. Ya con un hijo a cuestas, Grace alcanzó la fama como vedette en la ciudad de Tijuana.
En 1973 fue nombrada "Diosa de la Noche" por la Asociación Nacional de Actores de México. Trabajó durante varias temporadas en el famoso Teatro Blanquita de la Ciudad de México, así como en el famoso cabaret El Capri, del Hotel Regis de la misma ciudad.
Debutó en cine en 1974 en la cinta El desconocido. En 1976 formó parte del elenco de la cinta Zona roja, de Emilio "El Indio" Fernández.  En 1979 alcanzó popularidad por su participación en la cinta Estas ruinas que ves, de Julián Pastor.
En los años 80, actuó en programas cómicos de Televisa como Mis huéspedes y Papá soltero.
En teatro, participó en diversos montajes, incluyendo la comedia El tenorio cómico, con Manuel "El Loco" Valdés.
En 1999, participó en el espectáculo teatral Las inolvidables de la noche, con las también vedettes Rossy Mendoza, Wanda Seux, Amira Cruzat y Malú Reyes.
En 2017, co-estelariza la obra teatral Divas por siempre, al lado de la comunicadora Shanik Berman, Manuel "El Loco" Valdés y las también vedettes Lyn May, Wanda Seux y la Princesa Yamal.

## Filmografía

### Cine
- El desconocido (1974)
- Albures mexicanos (1975)
- Zona roja (película) (1976)
- Muerte a sangre fría (1978)
- Que te vaya bonito (1978)
- Guerra de sexos (1978)
- Perro callejero II (1979)
- Llámenme Mike (1979)
- Estas ruinas que ves (1979)
- 4 hembras y un macho menos (1979)
- Sexo contra sexo (1980)
- Tres de presidio (1980)
- Hilario Cortés, el rey del talón (1980)
- Mírame con ojos pornográficos (1980)
- Las cabareteras (1980)
- El hombre sin miedo (1980)
- Cuentos colorados (1980)
- La cosecha de mujeres (1981)
- Las muñecas del "King Kong" (1981)
- Las computadoras (1982)
- El puño de la muerte (1982)
- La furia de los karatecas (1982)
- El sexo de los pobres (1983)
- Terror en los barrios (1983)
- Se me sale cuando me río (1983)
- Las perfumadas (1983)
- Perico el de los palotes (1984)
- Llegamos los fregamos y nos fuimos (1985)
- Las limpias (1987)
- Más buenas que el pan (1987)
- Piquete que va derecho (1988)
- Mi pistola y tus esposas (1989)
- El pájaro tata (1991)

### Televisión
- Variedades de media noche (1977)
- Mis huéspedes (1980)
- Hogar dulce hogar (1982)
- Salón de belleza (1985)
- Papá soltero (1992)